# Mario Di Stefano
Mario Distefano (Catania, 15 agosto 1815 – Catania, 26 luglio 1890) è stato un architetto e ingegnere italiano, professore di Architettura civile nell'Università degli Studi di Catania, incaricato di eseguire il progetto di realizzazione dell'Orto botanico di Catania.

## Biografia

### La vita
Figlio di Alfio e Rosa Caruso nasce a Catania dove si laurea in Architettura civile. A partire dal 1852 è insegnante dello stesso corso di laurea, prendendo il posto di Mario Musumeci (Catania 1778 -1852). Nel 1874 insegna Geometria Descrittiva nello stesso ateneo. Si ritira dall'insegnamento nel 1888 perché afflitto da una grave malattia.  La sua attività professionale è caratterizzata da numerose realizzazioni. 
Rivestì importanti cariche a Catania quali Presidente della Camera di Commercio e Presidente del collegio degli Ingegneri ed Architetti. Nell'Accademia Gioenia di Scienze Naturali fu segretario della sezione di Scienze, Fisica e Matematica dal 1853 al 1859. 

### Le opere
È uno dei più attivi protagonisti del rinnovamento architettonico dell'Ottocento catanese. Il suo stile, dalla marcata impronta neoclassica, trova nell'Orto Botanico cittadino uno degli esempi più rappresentativi nel quale di particolare interesse è il volume d’ingresso, caratterizzato da un imponente colonnato sormontato da un ricco timpano.

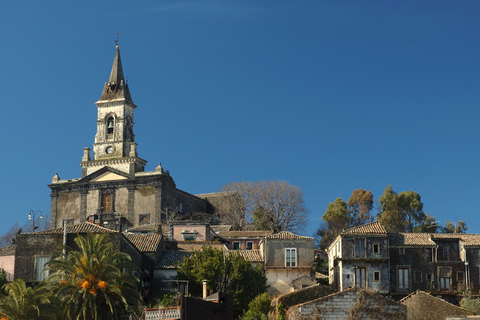
Trecastagni CT, Chiesa di San Nicola. Campanile di M. Distefano

Intorno al 1854, l'architetto esegue il progetto di sopraelevazione ed il disegno del balcone centrale sulla via Crociferi del Collegio dei Gesuiti, già divenuto sede del Tribunale.
Il progetto dell'Orto Botanico viene affidato a Mario Di Stefano dal rettorato dell'Università di Catania nel 1855, e presentato al re Ferdinando II di Borbone il 9 agosto 1856.
Diverse opere dell’architetto Di Stefano rientrano nei progetti di trasformazione edilizia che caratterizzano l'Ottocento catanese e che riguardano, in particolar modo, la trasformazione dell'usuale tipologia edilizia della residenza nobiliare in palazzi d'affitto. Uno di questi esempi è certamente Palazzo Valdisavoia; edificio collocato nei pressi del Santuario Santa Rita in Sant'Agostino, lungo la via Vittorio Emanuele II, che nel 1866 viene rinnovato e nel quale Di Stefano realizza il particolare scalone monumentale che ancora oggi si conserva.
Nello stesso anno, lo troviamo impegnato nella costruzione dell'ultimo piano del Palazzo del Seminario dei Chierici, intervento che riprende motivi stilistici dell’originario edificio settecentesco, riproponendoli nel disegno della facciata del nuovo corpo edilizio.
Nello stesso periodo, Di Stefano progetta il Palazzo Zappalà Tornabene, anche questo sito in via Crociferi, ed esegue alcuni lavori di restauro nel Palazzo degli Elefanti, fra piazza Duomo e piazza Università, sempre a Catania. Intensa è stata la sua attività anche nel campo dell'urbanistica della propria città.
Nel 1871 lo troviamo autore, insieme agli ingegneri Pietro Beltrami e Ignazio Landolina, del progetto di livellamento stradale che interessa la città. Il progetto, che impone nuovi piani di quota, modificherà progressivamente e in più occasioni l'aspetto originario dei piani terra, e quello delle facciate delle cortine edilizie urbane interessate dall'intervento. Il progetto viene attuato nel giro di soli tre anni e risulta concluso nel 1874.
Nel maggio del 1873, inoltre, un regio decreto approva il Piano di Risanamento del quartiere Civita. Nel progetto urbanistico l'architetto Di Stefano prevede l'apertura di nuovi assi stradali e la sistemazione di alcune piazze, tra esse l'ampliamento di Piazza Cutelli, la nascita della dell'odierna via Salvatore Calì, della via Porta di Ferro e l’ampliamento delle vie San Gaetano e Serravalle. Il Piano di Risanamento, nato con lo scopo di migliorare la viabilità e l’organizzazione di un’area dove si concentrano le attività legate al sistema portuale e quelle della stazione ferroviaria, viene attuato applicando il principio dello sventramento edilizio, distruggendo definitivamente l’antica cortina di grecale, il bastione del San Salvatore e una grande parte del tessuto edilizio del quartiere caratterizzato da piccole abitazioni di pescatori. I lavori si concludono nel 1884.
Nel 1877, l’architetto esegue importanti modifiche al sistema distributivo del piano terra del Palazzo dell'Università e ai prospetti, oscurandone definitivamente l'originaria immagine.
Nel corso del lavori sull'edificio universitario, Di Stefano interviene anche sull'originaria pavimentazione del cortile, in lastre di basalto lavico, sostituendola con una in battuto di calce e cocciopesto.
Ma l’operosità dell’architetto Di Stefano si estende oltre Catania, e si ritrovano sue opere nel Palazzo Interlandi, nel Municipio e nei prospetti laterali del Teatro Comunale a Caltagirone, a Riposto, ad Agira, nella chiesa di San Nicola a Trecastagni, a Vizzini, Palermo, Roma e Parigi.

### Le relazioni
- Lorenzo Maddem, Mario Di Stefano, Carmelo Sciuto Patti, Progetto per la traversata di Catania, proposto dalla Commissione incaricata dal Municipio, «Giornale dell'ingegnere-architetto ed agronomo», 13 (1865) p. 364-368.
- Mario Di Stefano, Relazione sul progetto del Politeama da costruirsi sullo spazio occupato dalla cosi detta Arena Pacini, Catania, tip. Bellini, 1875